# 릴리 시스터즈
릴리 시스터즈는 김성아과 김경아로 이루어진 대한민국의 2인조 여성 듀엣이다. 자매는 1970년 팀명을 릴리시스터즈로 짓고 「5분전」을 발매하며 정식 데뷔했다. 미모의 여고생 쌍둥이 자매 가수는 펄시스터즈와 비교되며 화제를 모았다. 섹시한 이미지의 여대생 가수 펄시스터즈와 달리, 여고생인 리리시스터즈 자매는 풋풋한 소녀 분위기로 주목받았다.
리리시스터즈는 MBC TV의 인기 가요 프로그램 「OB그랜드 쇼」에 고정 출연하고 「주간중앙」의 표지 모델과 어린이 감기약 광고의 전속 모델로 발탁되는 등 승승장구하며 더욱 관심을 끌었다.

짝사랑, 낚시터의 즐거움, 나는 너를 사랑하더니,
빗줄기의 리듬, 나의 마음, 바닷가, 꽃잎,
못 잊어요

## 이전 구성원
| 김성아 | - 생년월일: 1954년 7월 14일(71세) - 출생지: 대한민국 경기도 수원시 - 학력: 안양예술고등학교 - 활동기간: 1970년 ~ 2008년 아들: 은지원 | 김경아 | - 생년월일: 1954년 7월 14일(71세) - 출생지: 대한민국 경기도 수원시 - 학력: 안양예술고등학교 - 활동기간: 1970년 ~ 2008년 |

조카: 은지원